# 조지 게인스

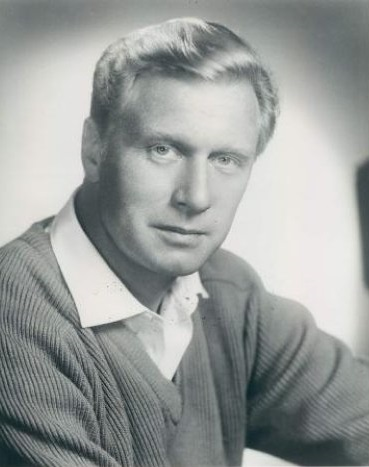

조지 게인스(George Gaynes, 1917년 5월 16일 ~ 2016년 2월 15일)는 미국의 배우, 가수, 성우, 오페라 가수이다.
헬싱키에서 태어났다.

## 출연 작품
- 우리 방금 결혼했어요 (2003년) - 로버트 역
- 왝 더 독 (1997년)
- 크루서블 (1996년)
- 42번가의 반야 (1994년)
- 폴리스 아카데미 7 - 모스크바 임무 (1994년)
- 외계인 새 엄마 (1993년)
- 폴리스 아카데미 6 (1989년)
- 폴리스 아카데미 5 - 마이애미 비치 임무 (1988년)
- 폴리스 아카데미 4 - 시민 순찰대 (1987년)
- 폴리스 아카데미 3 - 재훈련 (1986년)
- 폴리스 아카데미 2 - 첫임무 (1985년)
- 그 맑고 환한 밤 중에 (1984년)
- 산타를 찾아서 (1984년)
- 하나를 위한 삼중주 (1984, Micki & Maude)
- 폴리스 아카데미 (1984년)
- 죽은 자는 격자 무늬의 옷을 입을 수 없다 (1982년)
- 투씨 (1982년) - 존 반 혼 역
- 상태 개조 (1980년)
- 제8 전투 비행대 (1976년)
- 서푼짜리 극장 (1976년)
- 미스테리 특급 (1975년)
- 늑대인간 소년 (1973년)
- 지옥의 신디 케이트 (1973년)
- 추억 (1973년)
- 마루니드 (1969년)

### 텔레비전
- 형사 Q (1979, 1982)
- 내 이름은 펑키 (1984-88)
- 시카고 메디컬 (1996)